# ولاية بنجشير

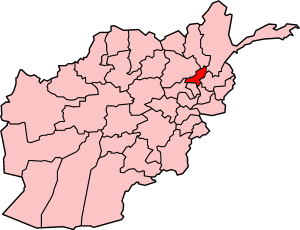
موقع ولاية بنجشير في الخريطة الافغانية

ولاية بنجشير (بالدرية: پنجشیر)(بالفارسية: پنجشیر) تعني خمسة أسود، من الولايات الـ 34 بأفغانستان تقع شمال ولاية کابول.
بنجشير فی الأصل مقاطعة تابعة لولاية باروان إلا وأنها أصبحت محافظة مستقلة فی 13 أبريل 2004. سکانها حوالي 328620 نسمة ومساحتها 3610 کيلو متر مربع.
عاصمتها مدينة بازارک. تحتضن بنجشير ضريح القائد الميداني الأفغاني السابق أحمد شاه مسعود الذی عُرف بأسد بنجشير إبان الغزو السوفياتي لأفغانستان فی 1979 واغتيل مسعود فی 9 سبتمبر 2001 إثر تفجير إنتحاري ببلدة خواجة بهاء الدين في ولاية تخار الشمالية.
لا يعترف معظم الأفغان بإقليم بنجشير ولا يزال يعتبره جزءاً من ولاية بروان الشمالية. وادي بنجشير من أکثر المناطق شهرة وجمالاً في الإقليم وشهد مقاومة شرسة من قبل المجاهدين الأفغان أثناء معرکتهم ضد الجيش السوفياتي السابق. تعرض بنجشير لقصف جوي مکثف بالطائرات وفيه أنفاق عدة استخدمها المجاهدون الأفغان لمحاربة الجنود الروس.

## التاريخ
كان يحكم الإقليم من قبل خانية بخارى بين أوائل القرن السادس عشر ومنتصف القرن الثامن عشر. منطقة باروان, بما في ذلك بانجشير في وقت لاحق, غزاه أحمد شاه دوراني, وقبلت رسميا كجزء من إمبراطورية دوراني, بواسطة مراد بيغ من بخارى, بعد توقيع معاهدة صداقة في أو حول 1750. حكم دورانيس وأعقب ذلك من سلالة باراكزاي. خلال القرن 19 أصبحت المنطقة جزءا من إمارة أفغانستان، ولكن لم تتأثر إلى حد كبير من قبل البريطانية الغارات ، مثل الحروب الأنجلو-أفغانية. مثل بقية أفغانستان, أصبح بانجشير جزءا من المنشأة حديثا المملكة أفغانستان في يونيو 1926.
في يوليو 1973 ، القوات تحت قيادة عام سردار محمد داود خان أطاح بالنظام الملكي الأفغاني وأنشأ جمهورية أفغانستان. في هذا انقلاب استولى الجنرال داوود على السلطة لنفسه، وأعلن نفسه فعليا كأول رئيس أفغانستان. بدأ تقديم مطالبات على مساحات كبيرة من البشتون-المهيمن أراضي في باكستان، مما تسبب في قلق كبير إلى حكومة باكستان. قبل عام 1975 الشباب أحمد شاه مسعود، وبدأ أتباعه انتفاضة في بانجشير ، لكنهم أجبروا على الفرار إلى بيشاور في باكستان حيث تلقوا الدعم من رئيس الوزراء الباكستاني ذو الفقار علي بوتو. يقال إن بوتو مهدت الطريق لشهر أبريل 1978 ثورة ساور في كابول بجعل الجنرال داوود ينشر القوات المسلحة الأفغانية إلى الريف.
تعرض بانجشير للهجوم عدة مرات خلال الحرب السوفيتية الأفغانية ضد أحمد شاه مسعود، وقواته. كانت منطقة بانجشير تحت سيطرة المتمردين من 17 أغسطس 1979، بعد انتفاضة إقليمية. بمساعدة تضاريسها الجبلية, تم الدفاع عن المنطقة بشكل جيد من قبل قادة المجاهدين خلال 1980s الحرب السوفيتية الأفغانية ضد حكومة PDPA والاتحاد السوفيتي.
بعد انهيار الديمقراطية جمهورية أفغانستان في عام 1992 أصبحت المنطقة جزءا من دولة أفغانستان الإسلامية. بحلول أواخر 1990s ، كانت بانجشير ومقاطعة بدخشان المجاورة بمثابة نقطة انطلاق ل التحالف الشمالي ضد طالبان. في 9 سبتمبر 2001 ، اغتيل وزير الدفاع مسعود من قبل اثنين القاعدة عملاء. بعد يومين هجمات أيلول / سبتمبر 2001 وقعت في الولايات المتحدة وهذا أدى إلى بدء حرب كبرى بقيادة الولايات المتحدة في أفغانستان.
التي تحتوي على وادي بنجشير في نيسان / أبريل 2004 بنجشير مدينة مقاطعة باروان تحولت إلى مقاطعة تحت رئاسة حامد كرزاي ال قوات الأمن الوطني الأفغانية (الأفغانية) إنشاء عدة قواعد في المحافظة. في غضون ذلك ، القوة الدولية للمساعدة الأمنية (ISAF) كما أنشأت قواعد ، بقيادة الولايات المتحدة فريق تعمير المقاطعات (PRT) بدأت العمل في بانجشير في أواخر 2000s.
بعد سقوط كابول في 15 أغسطس 2021، ضد طالبان القوات الموالية جمهورية أفغانستان الإسلامية فروا إلى مقاطعة بانجشير. شكلوا جبهة المقاومة الوطنية لأفغانستان واستمروا في محاربة الجديد إمارة أفغانستان الإسلامية في الجارية صراع بانجشير. طار قوات المقاومة الجديدة العلم القديم لل التحالف الشمالي. وقد سيطرت المقاومة على وادي بانجشير واستولت على مناطق في المقاطعات المجاورة. بحلول أوائل سبتمبر 2021, طالبان تمكنت القوات من دفع إلى بانجشير والاستيلاء على عدة مناطق من جبهة المقاومة الوطنية لأفغانستان, قبل السيطرة على بازراك في 6 سبتمبر، دفع مقاتلي المقاومة المتبقين إلى الجبال. ومع ذلك، لا تزال الاشتباكات مستمرة بين طالبان ومقاتلي المقاومة في مقاطعة بانجشير.

## الصحة
وارتفعت النسبة المئوية للأسر المعيشية التي لديها مياه شرب نظيفة من 16 في المائة في عام 2005 إلى 17 في المائة في عام 2011.
23% من الولادات في عام 2011 تولتها قابلات ماهرات.

## التعليم
وانخفض المعدل العام لمحو الأمية (6 سنوات+) من 33 في المائة في عام 2005 إلى 32 في المائة في عام 2011. وانخفض المعدل الإجمالي الصافي للالتحاق بالمدارس (6-13 سنة) من 42 في المائة في عام 2005 إلى 40 في المائة في عام 2011. تخدم أربع مدارس للتعليم والتدريب التقني والمهني مقاطعة بانجشير ذات التوجه الزراعي، بما في ذلك مدرسة أحمد شاه مسعود للتعليم والتدريب التقني والمهني. تأسست المدرسة بمساعدة من هيلف بادربورن ووزارة الخارجية الألمانية واعتبارا من عام 2014 كان لديها حوالي 250 طالبا و22 موظفا.

## الجغرافيا

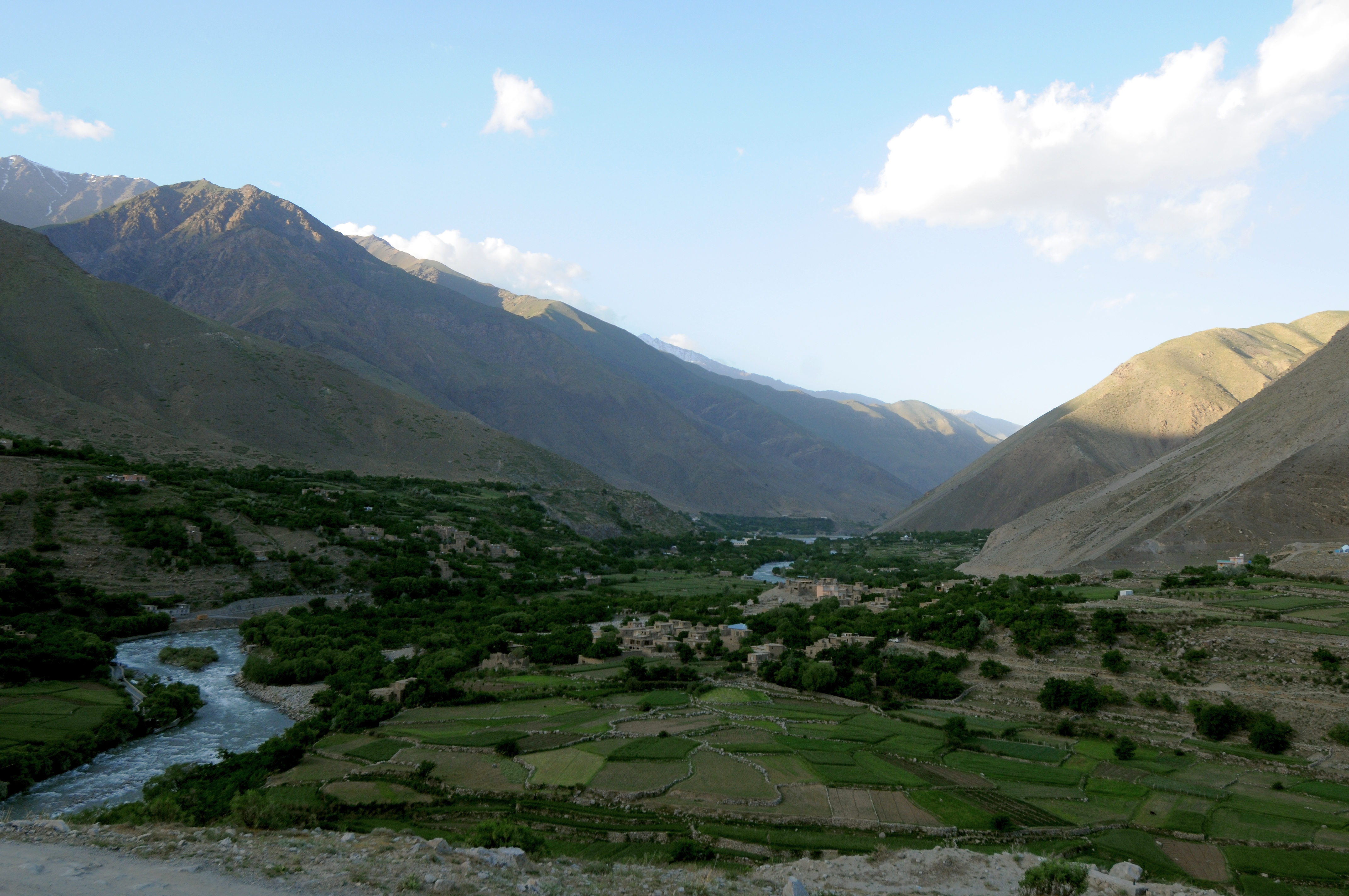
وادي نهر بنجشير في مايو 2011

### نهر بنجشير
يتدفق نهر بنجشير عبر وادي بنجشير في شمال شرق أفغانستان ، على بعد 150 كيلومتر (93 ميل) شمال كابول . رافده الرئيس هو نهر غوربند الذي يتدفق من ولاية بروان وينضم إلى نهر بنجشير على بعد 10 كم شرق شاريكار في مقاطعة بغرام. يأخذ نهر بانجشير منبعه بالقرب من ممر أنجومان  ويتدفق جنوبًا عبر هندوكوش وينضم إلى نهر كابل في بلدة سوروبي. تم بناء سد على نهر بانجشير بالقرب من سروبي في الخمسينيات من القرن الماضي لتوريد المياه من نهر بانجشير إلى نهر كابول. يوجد جسر دائم واحد فقط على نهر بنجشير يتيح الوصول إلى مطار بغرام. في 12 يوليو 2018، حدث فيضان في وادي بنجشير قُتل فيه عشرة أشخاص.

## الرياضة

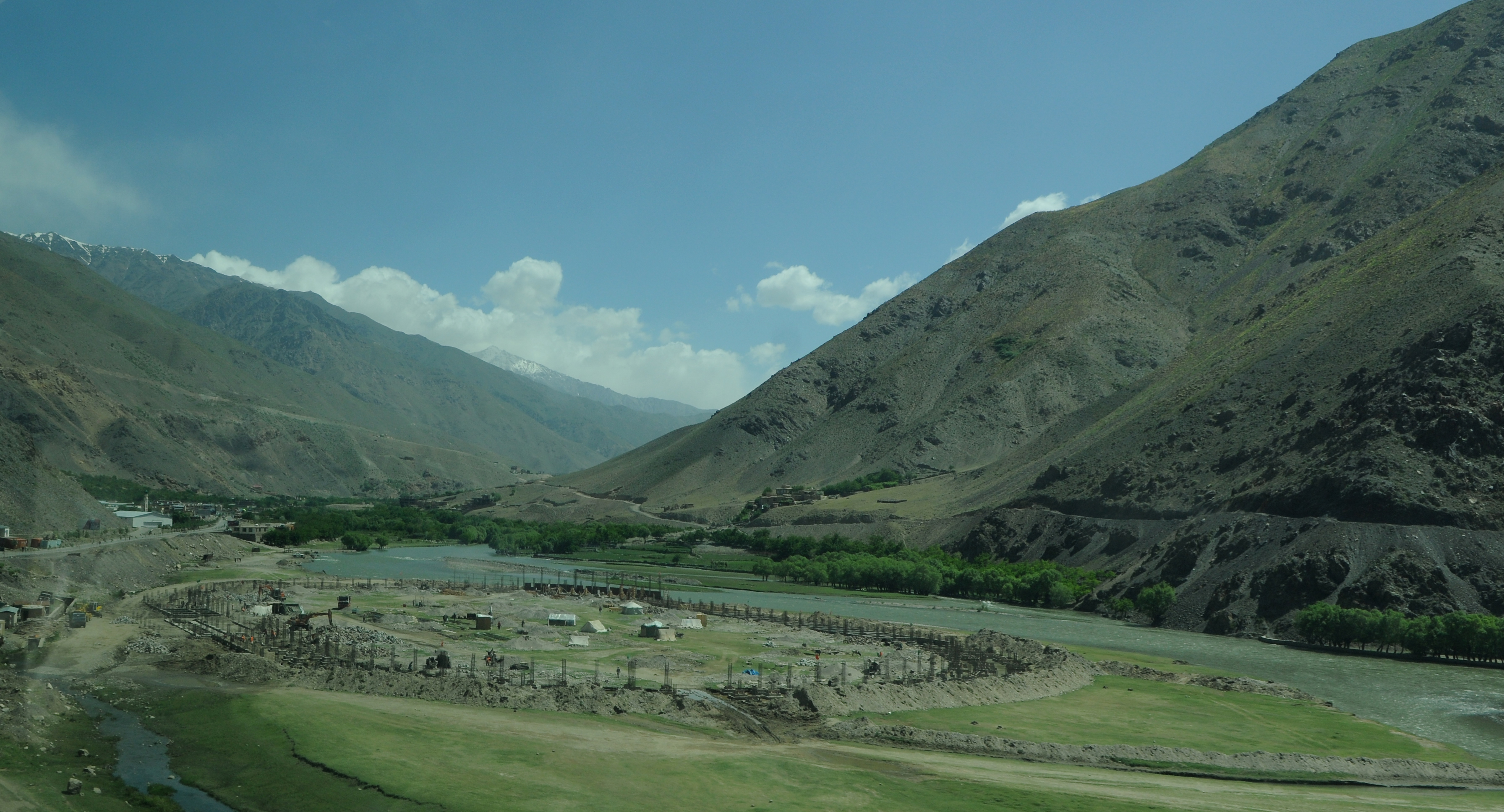
بناء ملعب بانجشير لكرة القدم ، 2011

## البنية التحتية

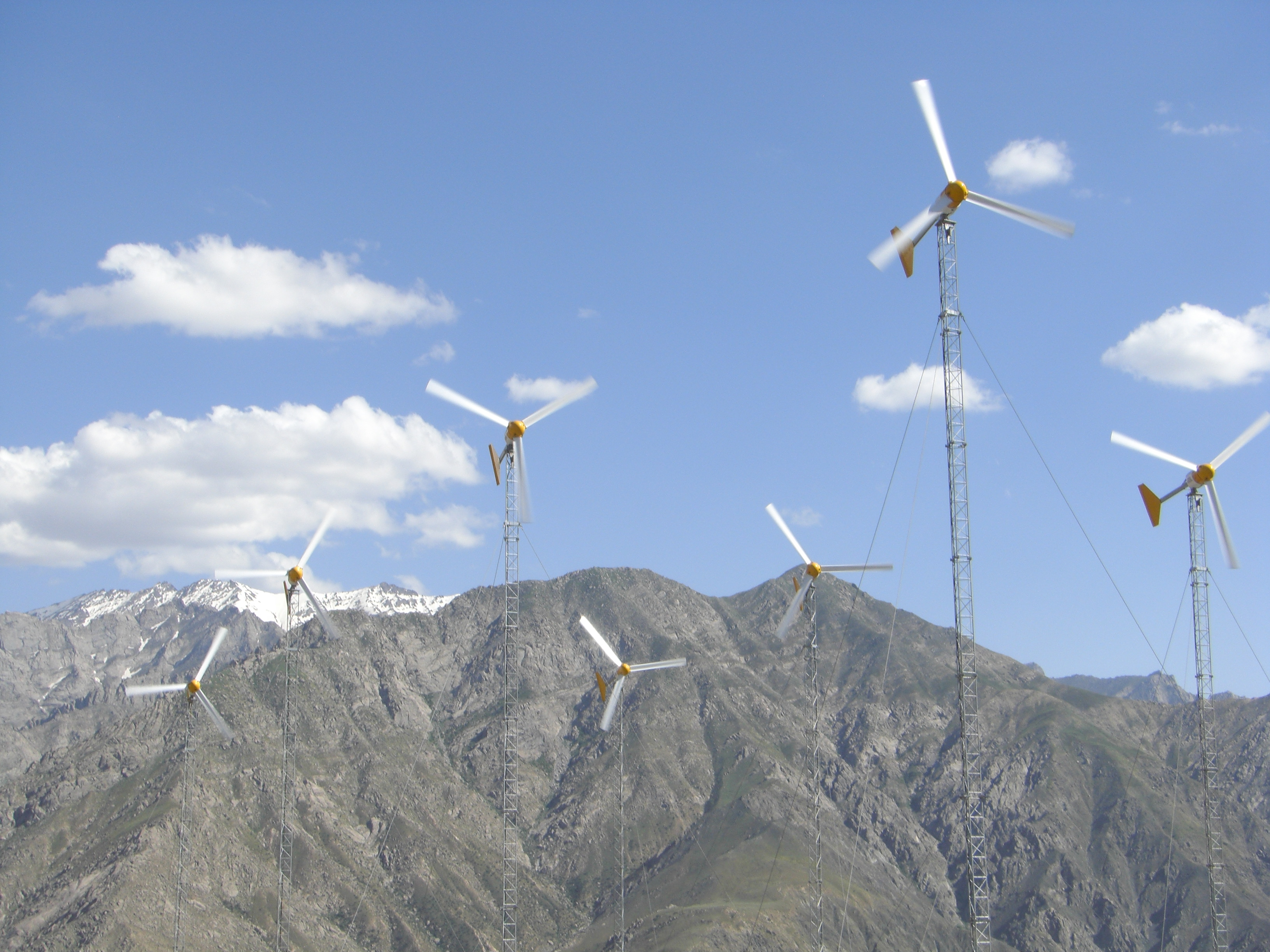
أفغانستان الأولى مزرعة الرياح في مقاطعة بانجشير.

## الديموغرافيا

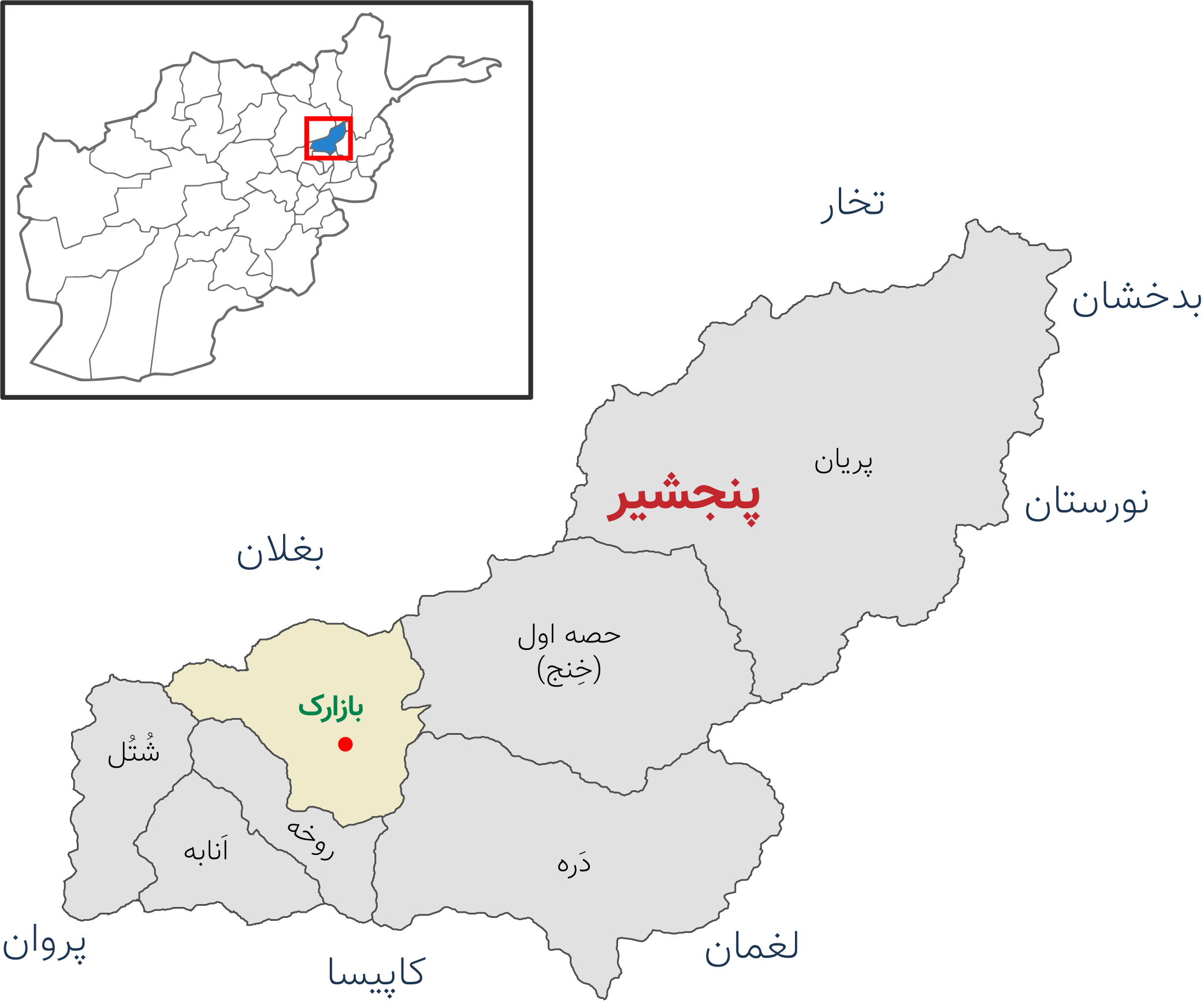
مقطعات ولاية بنجشير

اعتبارا من عام 2021، يبلغ إجمالي عدد سكان المقاطعة حوالي 173000 نسمة. وفقا ل معهد دراسة الحرب، الطاجيك تشكل غالبية السكان.
الضاري (الفارسية الأفغانية) هي اللغة السائدة في المقاطعة. جميع السكان هم أتباع الإسلام،
وحصريا السنة في حين الهزارة من أجزاء أخرى من أفغانستان في الغالب (الشيعة).
نسبة السكان الذين يعيشون دون الحد الوطني خط الفقر كان 19.1%.

### السكان حسب المناطق
| مقاطعات محافظة بانجشير | مقاطعات محافظة بانجشير | مقاطعات محافظة بانجشير | مقاطعات محافظة بانجشير | مقاطعات محافظة بانجشير |
| المنطقة                | العاصمة                | السكان                 | المساحة                | عدد القرى              |
| ---------------------- | ---------------------- | ---------------------- | ---------------------- | ---------------------- |
| منطقة أبشار            |                        | 12,707                 | 363 كم2                |                        |
| أنابا                  |                        | 20,682                 | 164 كم2                | 31                     |
| مقاطعة بازارك          | بازارك                 | 21,629                 | 378 كم2                | 29                     |
| دارة                   |                        | 15,951                 | 709 كم2                | 134                    |
| خنج                    |                        | 45,961                 | 688 كم2                | 154                    |
| باريان                 |                        | 17,033                 | 1270 كم2               | 67                     |
| روخا                   |                        | 26,360                 | 144 كم2                | 72                     |
| شوتول                  |                        | 12,572                 | 55 كم2                 | 23                     |

### المقاطعات
- أنابة
- بازارك
- دره
- حصة أول
- بريان
- روخة
- شتل

## أعلام
- Qahar Asi: شاعر أفغاني
- محمد قاسم فهيم ، : المشير الميداني ، نائب رئيس أفغانستان السابق
- كرم الدين كرم: الحاكم السابق للمقاطعة ، الرئيس التنفيذي لكرة القدم في أفغانستان.
- Mohammad Alam Izdyar النائب الأول لمجلس الشيوخ
- عبد الحفيظ منصور: المدير الأول للإذاعة والتلفزيون في أفغانستان
- أحمد شاه مسعود ، : بطل وطني أفغاني ، قائد عسكري ووزير دفاع سابق ، معروف بقيادته للمقاومات المسلحة ضد السوفييت وطالبان.
- أحمد مسعود هو ابن أحمد شاه مسعود ، . تم تعيينه في منصب الرئيس التنفيذي لمؤسسة مسعود في نوفمبر 2016.[29]
- أحمد والي مسعود: الأفغاني سياسي
- أحمد ضياء مسعود ، : سياسي أفغاني ، نائب رئيس أفغانستان السابق
- بسم الله خان محمدي: وزير الدفاع
- Dastagir Panjsheri: وزير التعليم
- يونس قانوني: سياسي أفغاني ، نائب رئيس أفغانستان السابق
- عمرو الله صالح: سياسي أفغاني ، نائب رئيس أفغانستان السابق
- حيدري وجودي، الصوفية الشاعر والباحث
- نثار أحمد بهاوي

## وصلات خارجية
- مقاطعة بانجشير قبل مدرسة الدراسات العليا البحرية
- مقاطعة بانجشير قبل معهد دراسة الحرب